# Ева Ресе
Ева Шарлота Ресе (швед. Eva Charlotta Röse; Стокхолм, 16. октобра 1973), шведска је глумица, позоришта, филма и телевизије и телевизијска водитељка. Међународно је позната по улози злокобног андроида Ниске у првој сезони шведске научнофантастичне ТВ серије Прави људи.
Од 2008. Розе игра главну улогу, инспекторке по имену Марија Верн, у истоименим ТВ филмовима, која ју је додатно прославила.
Именована је за УНИЦЕФ-овог амбасадора добре воље 2007. године.